# Meeker (Colorado)
Meeker é uma cidade  localizada no estado americano do Colorado, no Condado de Rio Blanco.

## Demografia
Segundo o censo americano de 2000, a sua população era de 2242 habitantes.
Em 2006, foi estimada uma população de 2300, um aumento de 58 (2.6%).

## Geografia
De acordo com o United States Census Bureau tem uma área de 7,5 km², dos quais 7,5 km² cobertos por terra e 0,0 km² cobertos por água. Meeker localiza-se a aproximadamente 1902 m acima do nível do mar.

## Localidades na vizinhança
O diagrama seguinte representa as localidades num raio de 72 km ao redor de Meeker.